# Sympycnus comatus
Sympycnus comatus är en tvåvingeart som beskrevs av Van Duzee 1931. Sympycnus comatus ingår i släktet Sympycnus och familjen styltflugor. Inga underarter finns listade i Catalogue of Life.